# یردی اشخاتن
یردی اشخاتن (انگلیسی: Jerdy Schouten؛ زادهٔ ۱۲ ژانویهٔ ۱۹۹۷) بازیکن فوتبال اهل پادشاهی هلند است.
از باشگاه‌هایی که در آن بازی کرده‌است می‌توان به باشگاه فوتبال بولونیا و باشگاه فوتبال اکسلسیور اشاره کرد.
وی همچنین در تیم ملی فوتبال هلند بازی کرده‌است.